# 해남 군곡리 패총
해남 군곡리 패총(海南 郡谷里 貝塚)은 대한민국 전라남도 해남군 송지면 군곡리에 있는 선사시대의 패총이다. 2003년 7월 2일 대한민국의 사적 제449호로 지정되었다.

## 개요
패총(貝塚)이란 수렵·어로·채집에 의하여 살아온 옛 사람들이 조개를 먹은 뒤 버린 조개껍데기와 생활쓰레기가 함께 쌓여 이루어진 유적으로 조개더미라고도 한다.
해남 군곡리 패총은 남해안의 서쪽 끝에 있는데, 군곡초등학교에서 서남쪽으로 300m쯤 떨어진 구릉으로 가공산(334m)의 서쪽에 해당된다.
이 유적은 1986년부터 1988년까지 3차에 걸쳐 국립광주박물관과 목포대학교 박물관에 의해 발굴이 실시되었다. 패총이 겉으로 드러난 범위는 너비가 약 200m, 길이 약 300m에 이르는 서남해안지역에서 가장 큰 것으로 알려져 있다. 발굴은 구릉 경사면에 위치한 패각층을 중심으로 조사되었으며 패각층의 층위는 표토층과 생토층을 제외하고 모두 14개층으로 분류된다.
유구에는 주거지(집자리)와 토기 가마터 등이 있다. 주거지는 패각층 바로 옆인 구릉 정상부에 위치하였는데 그 윤곽선이 확인되었으며 그 크기는 350∼360cm로 원형에 가깝고 수혈 깊이는 10cm내외이다. 기둥 구멍은 어깨선 밖에서 6개나 발견되었으며 출토유물은 심발형토기, 시루편, 고배편, 점토대토기 구연편 등이 수습되었다.
토기 가마터는 구릉 경사면을 이용하여 적황색의 석비례층을 파고 만든 칸이 없는 지하식 등가마터이다. 가마의 평면은 표주박 형태이고 순수한 가마터 자체의 길이는 420cm이다. 가마터는 출입시설, 불때는 곳, 연소실과 소성실, 굴뚝 등으로 이루어져 있는 비교적 완전한 가마터로 평가된다.
패총에서 발굴된 유물에는 경질무문토기를 비롯하여 토제품, 철기, 석기, 골각기, 북골, 장신구, 화천(중국화폐) 등과 자연유물인 패각류, 동물뼈 등이 있다.
해남 군곡리 패총은 기원전 1세기 초에 형성되기 시작하여 기원후 3세기경까지 지속된 유적으로 한반도 남부지역에서의 철기시대 초기에 해당되는 대표적인 유적이다. 이 유적이 발굴됨으로써 남도지방에서는 청동기시대의 지석묘(고인돌)사회와 고분기의 옹관묘(독무덤)사회를 연결시켜 주는 중간단계가 밝혀지게 되어 역사적·학술적으로 가치가 높다.

## 참고 자료
- 해남 군곡리 패총 - 국가유산청 국가유산포털